# 摩根圖書館與博物館
摩根圖書館與博物館位於紐約麥迪遜大道上，是著名銀行家約翰·皮爾龐特·摩根的兒子小摩根成立的圖書館。
图书馆由数个建筑组成。主楼是知名建筑师查尔斯·麦格金（Charles McKim）设计的，副楼的建筑师是本杰明·莫里斯（Benjamin Wistar Morris）。图书馆还包括一栋19世纪建造的意大利风格褐石建筑。这座建筑位于麦迪逊大道231号，先于图书馆落成，由建筑师艾萨克·菲尔普斯（Isaac Newton Phelps）设计。以上建筑由一个中庭连接。访客可以通过玻璃大门进入中庭。图书馆主楼和内部结构均为纽约市保护地标建筑和美国国家历史名胜。麦迪逊大道231号的大楼是纽约市保护地标建筑。
摩根图书馆收藏大量插画手稿、作者原稿、图书和乐谱，同时也包括了绘画、摄影、地图和其他艺术品。除了固定展览之外，图书馆还不定期举办临时展览。

## 历史
現時圖書館總館的建築落成於1906年，由查爾斯·麥金設計，本是大摩根的私人圖書館，大摩根死後，小摩根於1924年將圖書館開放，成為了摩根圖書館與博物館的雛型，1966年，圖書館被評為美國國家歷史名勝，小摩根後來又分別於1928年及1988年擴建兩座建築物，1991年，一條通道興建了兩三座建築物物貫通。2006年，著名建築師倫佐·皮亞諾協助翻新整個建築群，成就了今日的外觀。在2010年、2019年至2022年间，图书馆又进一步翻修。

## 藏品

### 插画手稿
摩根图书馆与博物馆最主要的藏品为6世纪至16世纪的插画手稿。早在1923年，图书馆就藏有560件历史手稿，迄今为止这个数量已超过1000件。图书馆收藏的手稿中包括了著名的摩根圣经、摩根末日书、海尔德公爵夫人凯瑟琳的时祷书、法尔内塞枢机的时祷书、黑色时祷书、科普特教会的安色尔体《新约》手稿和一份古英语福音书手稿。

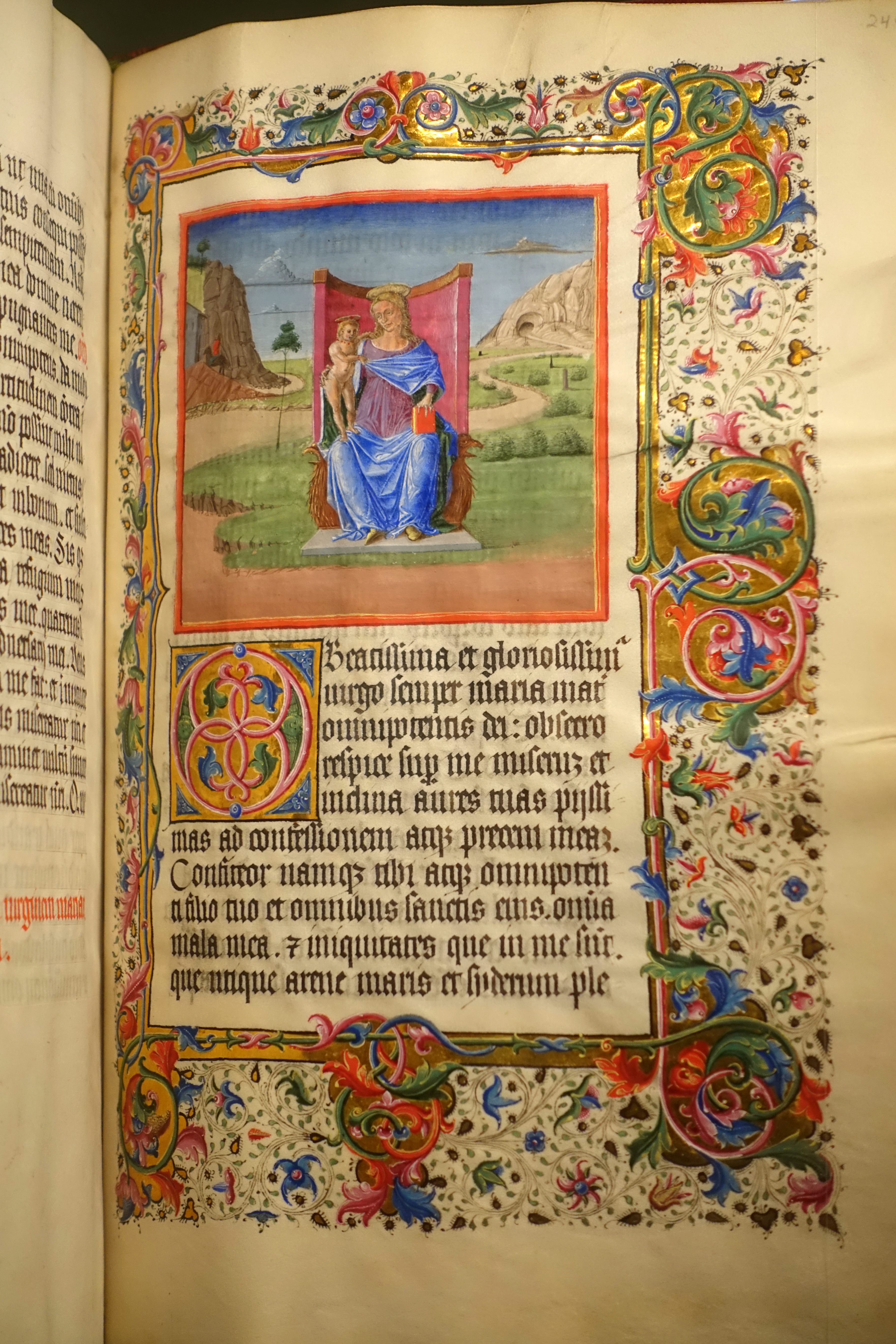
摩根图书馆和博物馆收藏的插画手稿其中一页

除教会手稿外，图书馆另藏有许多著名作家的初稿，其中不乏一些署名手稿。被收藏的名家包括狄更斯、巴里、罗伯特•伯恩斯、司各特、蒲柏 、济慈、培根、爱伦•坡、海明威、左拉、雨果、玛丽•安托瓦内特、乔治•桑、大仲马、托马斯•莫尔、简•奥斯丁、弥尔顿、拉斯金和巴尔扎克等人。图书馆的其他重要藏品包括一份美国《独立宣言》原件和64份来自中欧的手稿。

### 书信
图书馆藏有许多书信稿件，其中最早的可追溯到古巴比伦时期。这些收藏囊括了不少名人的原始信件，包括拿破仑、沃波尔、伏尔泰、梵高、品钦、约翰•齐弗等人。

### 笔记和日记
雪莱、梭罗、田纳西•威廉斯、纳撒尼尔•霍桑的等历史名人的笔记和维多利亚女王、E•B•怀特、老摩根等人的日记也位列馆藏之中。

### 书籍
摩根图书馆藏有三本古腾堡圣经、初版意大利语《圣经》六本的其中一本、一本摇篮本（1500年前印刷的古籍）、《美因茨圣咏经》和亨利三世的《金福音书》。
图书馆另藏有古埃及和中世纪的礼拜物件（包括科普特教会文学作品—）、威廉•布莱克的《约伯记》画稿原件、圣埃克絮佩里的《小王子》原始画稿。馆内收集有两河流域的滚筒印章 。
此外，摩根图书馆内藏有各类古希腊语和拉丁语的文学作品，以及更晚近的欧美装订本。其中著名的有《林道福音书》（英文：Lindau Gospel）和威廉•卡克斯顿的作品。

## 建筑

### 主楼
摩根图书馆和博物馆的主楼（又称麦格金楼）建于1902年至1906年间，是图书馆原始结构的一部分。该大楼坐落在一块长117英尺（36米）宽50英尺（15米）的土地上，由查尔斯•麦格金（Charles Follen McKim）设计，呈古典复兴式。在大楼中部有一段73.5英尺（22.4米）长的侧翼，原本将计划大楼连接到37街。主楼由手工打造的青铜栅栏围起，外立面本是砖结构，后又增铺一层田纳西大理石。设计师麦金格的灵感来自于罗马的朱莉亚别墅（尤其是其宁芙神庙的阁楼）和美第奇别墅。
主楼的外墙为减少砂浆的使用量采用了干挂石材，每个大理石块之间使用锡箔做隔断，避免水汽的产生。主楼的入口位于36街，为一座帕拉第奥式拱门。拱门宽14英尺（4.3米），其两侧平梁下各有一处9英尺（2.7米）宽的开口，由爱奥尼柱和拱门分隔。同一侧的外立面上另开有两处对称的壁龛和。拱门台阶两侧分列两头石狮雕刻，由设计纽约公共图书馆门口石狮的雕塑家爱德华•波特（Edward Clark Potter）操刀。拱门上方雕刻有象征寓言故事的圆形浮雕，分别代表了悲剧和诗歌。大门前柱廊的地板为马赛克砖和大理石材质。主楼大门是一对十六世纪的青铜门，从佛罗伦萨进口，仿造洛伦佐•吉贝尔蒂的圣若翰洗者洗礼堂大门设计。每扇门上分别饰有五块雕刻寓言故事的青铜板，六根多立克式的壁柱分列两侧。

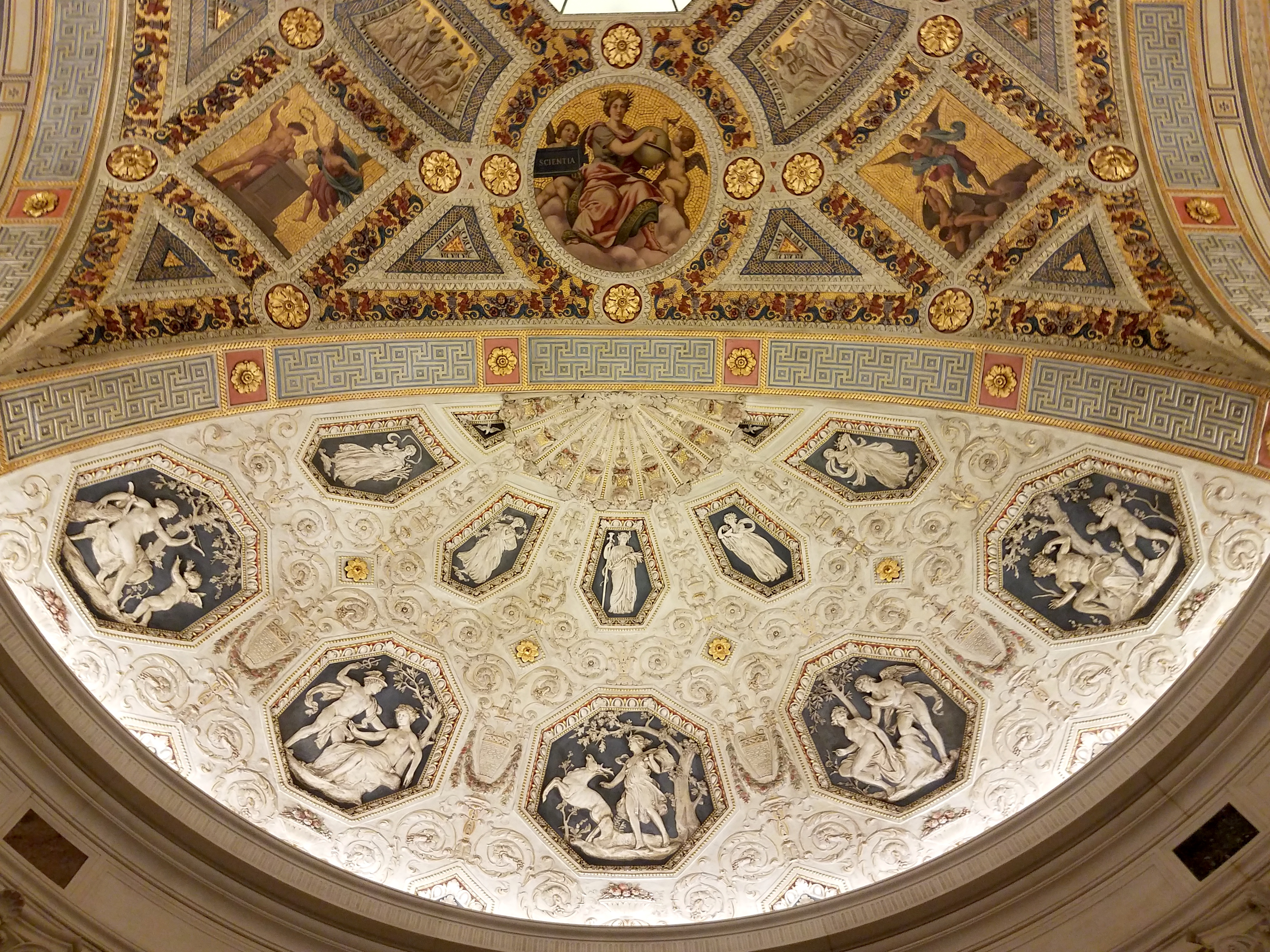
摩根图书馆圆形大厅穹顶细节

图书馆内部的装饰考究华丽。建筑中央是一个圆形大厅，分别通往三个房间：摩根书房、图书管理员办公室和藏书室。大厅穹顶上的彩绘壁画和石膏浮雕由莫布瑞（H. Siddons Mowbray）设计，其灵感来自于拉斐尔的作品。大厅北侧是一个半穹顶，呈蓝白两色，上面装饰着十个浅浮雕板绘。大厅天花板其余三侧各有一个23英尺（7米）高的半圆形墙壁，绘有象征图书馆藏品的彩色壁画。穹顶中央是一个八边形的天窗，四周环绕者圆形和长方形的彩色壁画。圆形大厅的地板铺着异色大理石，正中心为一块圆形斑岩，仿造梵蒂冈的皮亚别墅（意大利语：Villa Pia）设计。大厅四周墙板装饰有马赛克，每块墙板间由混合柱式的壁柱分隔开。图书馆开放时，大厅内会摆放一对十五世纪的座椅和一个铜质半身像。2010年整修后，大厅内部增设了几个玻璃展柜。
大厅西侧是摩根书房（又称西厅），室内装饰反映摩根父子的审美偏好。书房内陈设有大理石壁炉和低矮的木制书架，窗上有彩色玻璃装饰，墙上贴红色印花墙纸。墙纸花纹源自意大利总理官邸基吉宫的设计。书房的格式吊顶（coffered ceiling）据称是从意大利的一位主教住宅采购得来。吊顶上的纹章并非原有，而是艺术家詹姆斯•芬（James Wall Finn）根据摩根收藏的藏书票临摹绘成。

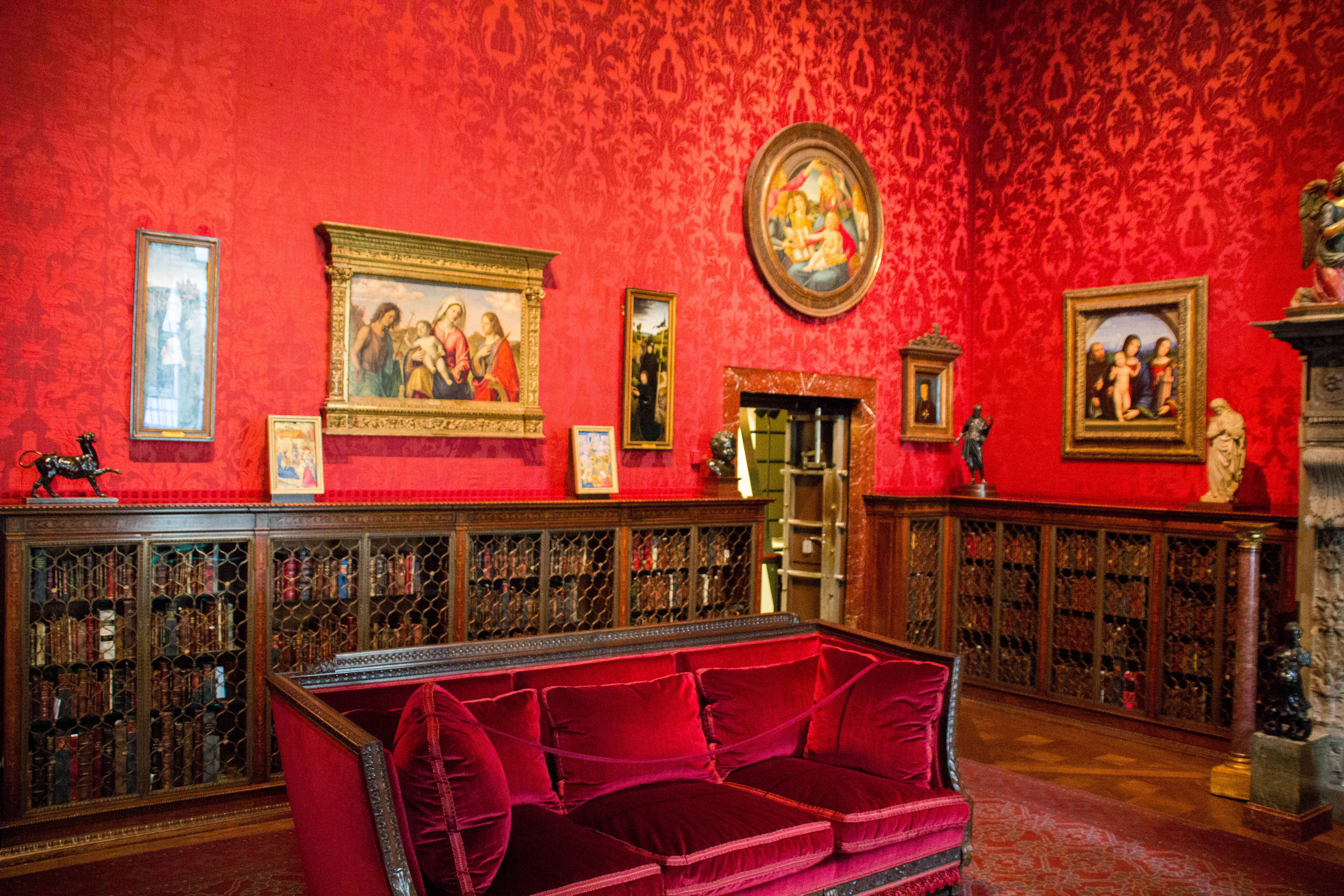
摩根书房

大厅北侧是原先的图书管理员办公室（又称北厅）。20世纪中叶，这个房间也被用于馆长办公。2010年起，该厅作为展览室向公众开放，用以展示古罗马、古希腊和近东地区的文物以及古埃及雕像和印章。北厅一楼是展柜，书架则摆放在夹层。
大厅东侧的主藏书室（又称东厅）是主楼中最大的房间。藏书室内含三层书架，每个书架都有石棉内衬，原先的书架柜门为有机玻璃，2010年翻修期间改为亚克力材质。上两层夹层由隐藏在书架后的楼梯连接。藏书室东面墙上有一座装饰华丽的壁炉，是15世纪意大利的原品。壁炉上方挂着题为《贪婪的胜利》的挂毯。天花板上的18个半圆形墙板和拱肩由莫布瑞设计，模仿意大利画家平图里乔的作品。半圆形墙板上刻绘了希腊神话中女神、著名的艺术家、探险家和教师，拱肩描绘了各个星座和季节变化的拟人形象。
图书馆的每个房间都有数十个书架。为了防火需要，图书馆内除了书架的框架和一些门之外，几乎没有木材。藏书室内的书架采用玻璃隔断，外面装饰有铁制格栅。摩根图书馆内另建有一处铁制藏书阁，用以存放珍贵的手稿，其中包括600份中世纪和文艺复兴时期的手稿。图书馆主楼内部面积达到14700平方英尺（1370平方米），从2010年起展出超过300件展品。在主楼的周围是一座占地5000平方英尺（460平方米）的花园，花园中陈设有老摩根的部分艺术藏品。花园中的一条碎石路是西西里匠人波尔多（Orazio Porto）的作品。《华尔街日报》曾经高度评价摩根图书馆主楼，称其建造之用心前所未见。

### 副楼
图书馆的副楼位于麦迪逊大道夹36街，楼高二层，呈意大利式，由建筑师本杰明•莫里斯（Benjamin Wistar Morris）设计。副楼内设办公和展览空间，以及一个研究型图书馆。副楼和主楼一样采用田纳西大理石，于1928年落成。楼长90.67英尺（28米）、宽60.5英尺（18米），附有一个长26英尺（7.9米）、宽30英尺（9.1米）的突出部。副楼入口在36街，访客可通过一座22英尺（6.7米）宽的阶梯进入楼内。
1991年前，副楼内曾设有一间书店，后改为展览室。副楼中央为大理石厅，左右分列摩根•斯坦利画廊东西翼。

### 麦迪逊大道231号
麦迪逊大道231号是一栋意大利式的褐石建筑，四周由铸铁栅栏围起，位于麦迪逊大道夹东37街处。楼原高三层，外立面呈粉色，但1888年的修复将地下室抬起，从而增加到四层。大楼原先的主人是艾萨克•菲尔普斯（Isaac Newton Phelps），后来由小摩根（J. P. "Jack" Morgan Jr.）拥有。1988年摩根集团收购大楼前，这里一度是纽约路德宗教会的总部。目前大楼内有摩根图书馆纪念品商店和餐厅。
大楼内原先共有45个房间。1991年图书馆扩建时，对大楼进行改造，增设了办公室、会议室、休闲区和礼品店。一楼被改为教室。2006年翻修后，一楼的房间被改为餐厅。大楼的阁楼目前为文化保育中心，内设有图书馆和保育室。